# António Barroso Pereira Vitorino

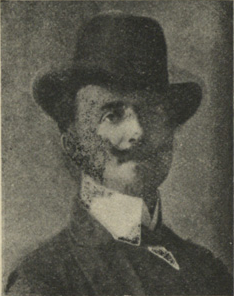
António Barroso Pereira Vitorino

António Barroso Pereira Vitorino (Viseu, 13 de Março de 1878 - Lisboa, 13 de Dezembro de 1951) foi um empresário agrícola, político e jornalista português.

## Biografia
Filho de João Pereira Vitorino e de sua mulher Maria José de Miranda Barroso.
Formou-se em Direito na Faculdade de Direito da Universidade de Coimbra, em 1902.
Proprietário, foi Membro do Centro Federal Republicano de Viseu.
Após a Proclamação da República Portuguesa, recebeu a nomeação de Presidente da Comissão Administrativa Municipal da Câmara Municipal de Viseu, sendo eleito Deputado à Assembleia Nacional Constituinte de 1911, e, em 1915, pelo Círculo Eleitoral de Viseu, nas listas do Partido Democrático.
Colaborou nos jornais "A Beira" e "Voz da Oficina".